# Vausseroux
Vausseroux est une commune du Centre-Ouest de la France située dans le département des Deux-Sèvres en région Nouvelle-Aquitaine.

## Géographie

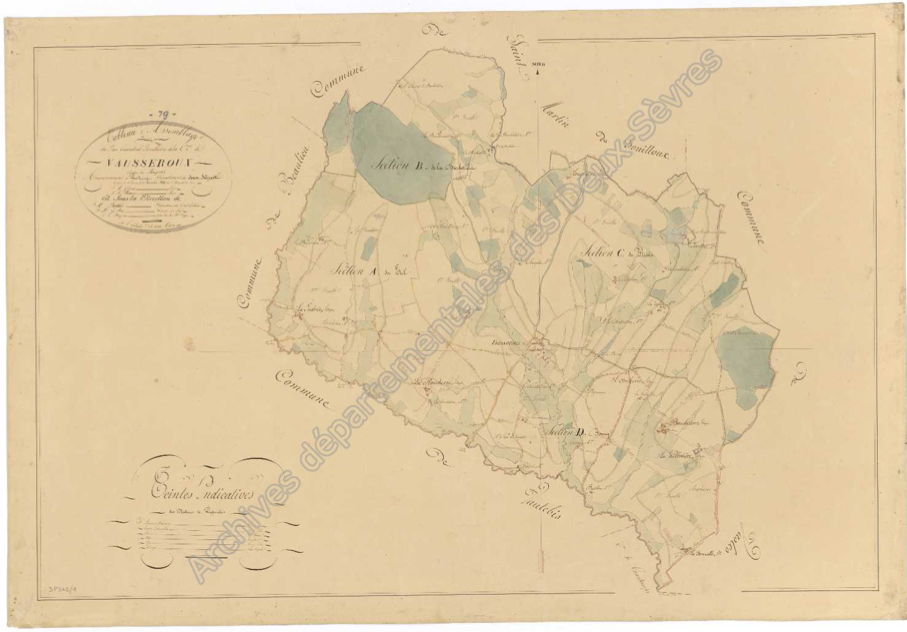
Cadastre Napoléonien de la commune de Vausseroux

Latitude : 46.5511 ; longitude : -0.133333.

46° 33′ 4″ nord, 0° 7′ 60″ ouest.

Superficie Vausseroux	1 912 hectares 19,12 km² (7,38 sq mi).

Altitude Vausseroux	minimale 161 m, maximale 232 m, moyenne 197 m.

Climat Vausseroux	climat océanique avec été tempéré (classification de Köppen : Cfb).

### Climat
Pour des articles plus généraux, voir Climat de la Nouvelle-Aquitaine et Climat des Deux-Sèvres.
Historiquement, la commune est exposée à un climat océanique du nord-ouest.  
En 2020, Météo-France publie une typologie des climats de la France métropolitaine dans laquelle la commune est exposée à un climat océanique et est dans la région climatique  Poitou-Charentes, caractérisée par un bon ensoleillement, particulièrement en été et des vents modérés.
Pour la période 1971-2000, la température annuelle moyenne est de 11,4 °C, avec une amplitude thermique annuelle de 14,7 °C. Le cumul annuel moyen de précipitations est de 927 mm, avec 13,1 jours de précipitations en janvier et 7,2 jours en juillet. Pour la période 1991-2020, la température moyenne annuelle observée sur la station météorologique la plus proche, située sur la commune de Ménigoute à 9 km à vol d'oiseau, est de 12,5 °C et le cumul annuel moyen de précipitations est de 956,8 mm,. Pour l'avenir, les paramètres climatiques de la commune estimés pour 2050 selon différents scénarios d’émission de gaz à effet de serre sont consultables sur un site dédié publié par Météo-France en novembre 2022.

## Urbanisme

### Typologie
Au 1er janvier 2024, Vausseroux est catégorisée commune rurale à habitat très dispersé, selon la nouvelle grille communale de densité à sept niveaux définie par l'Insee en 2022.
Elle est située hors unité urbaine et hors attraction des villes,.

### Occupation des sols
L'occupation des sols de la commune, telle qu'elle ressort de la base de données européenne d’occupation biophysique des sols Corine Land Cover (CLC), est marquée par l'importance des territoires agricoles (92,5 % en 2018), une proportion identique à celle de 1990 (92,5 %). La répartition détaillée en 2018 est la suivante : 
terres arables (45,7 %), prairies (41 %), forêts (7,5 %), zones agricoles hétérogènes (5,8 %). L'évolution de l’occupation des sols de la commune et de ses infrastructures peut être observée sur les différentes représentations cartographiques du territoire : la carte de Cassini (XVIIIe siècle), la carte d'état-major (1820-1866) et les cartes ou photos aériennes de l'IGN pour la période actuelle (1950 à aujourd'hui).

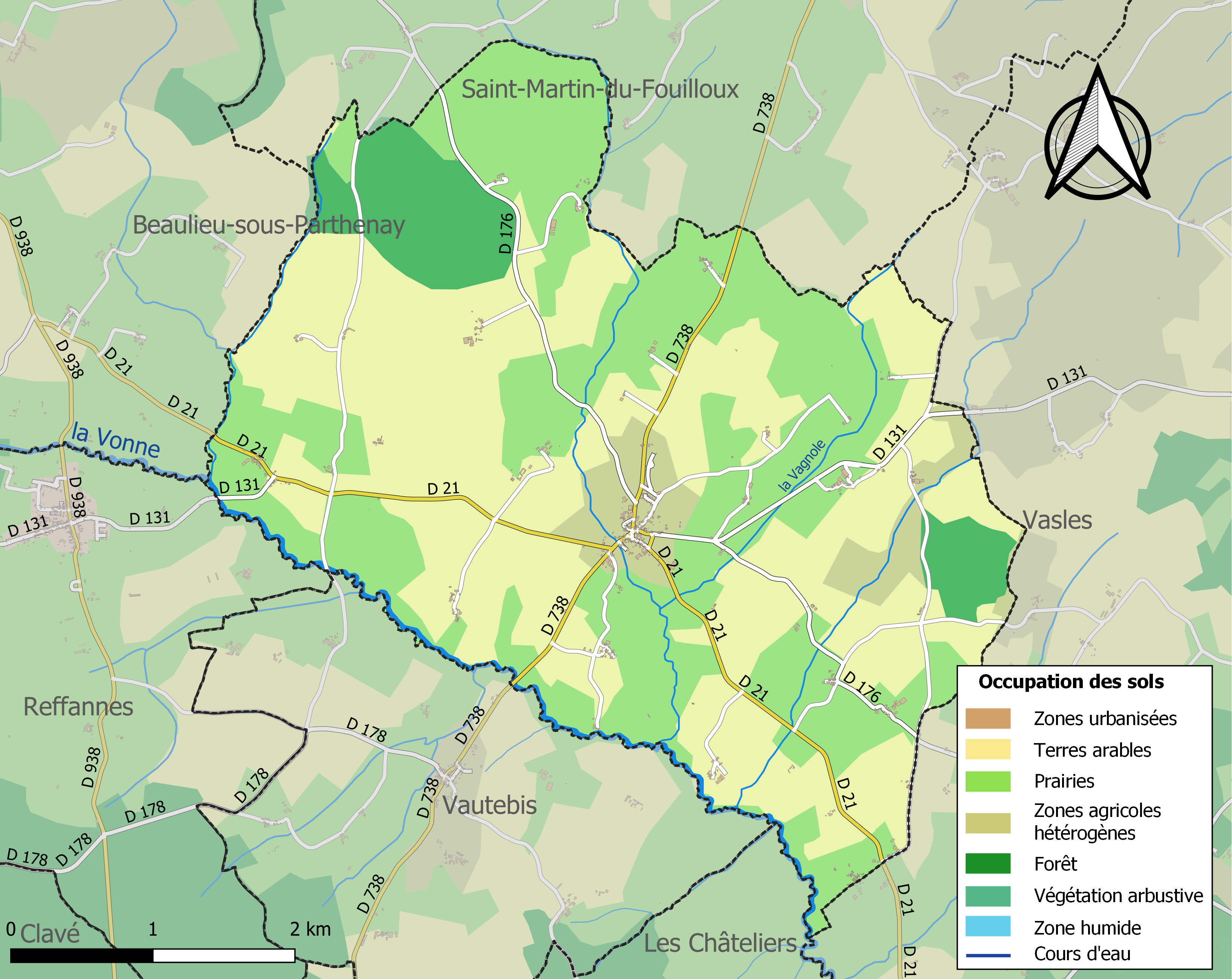
Carte des infrastructures et de l'occupation des sols de la commune en 2018 (CLC).

### Risques majeurs
Le territoire de la commune de Vausseroux est vulnérable à différents aléas naturels : météorologiques (tempête, orage, neige, grand froid, canicule ou sécheresse), inondations, mouvements de terrains et séisme (sismicité modérée). Il est également exposé à un risque particulier : le risque de radon. Un site publié par le BRGM permet d'évaluer simplement et rapidement les risques d'un bien localisé soit par son adresse soit par le numéro de sa parcelle.

#### Risques naturels
Certaines parties du territoire communal sont susceptibles d’être affectées par le risque d’inondation par débordement de cours d'eau, notamment la Vonne. La commune a été reconnue en état de catastrophe naturelle au titre des dommages causés par les inondations et coulées de boue survenues en 1982, 1983, 1999 et 2010,.

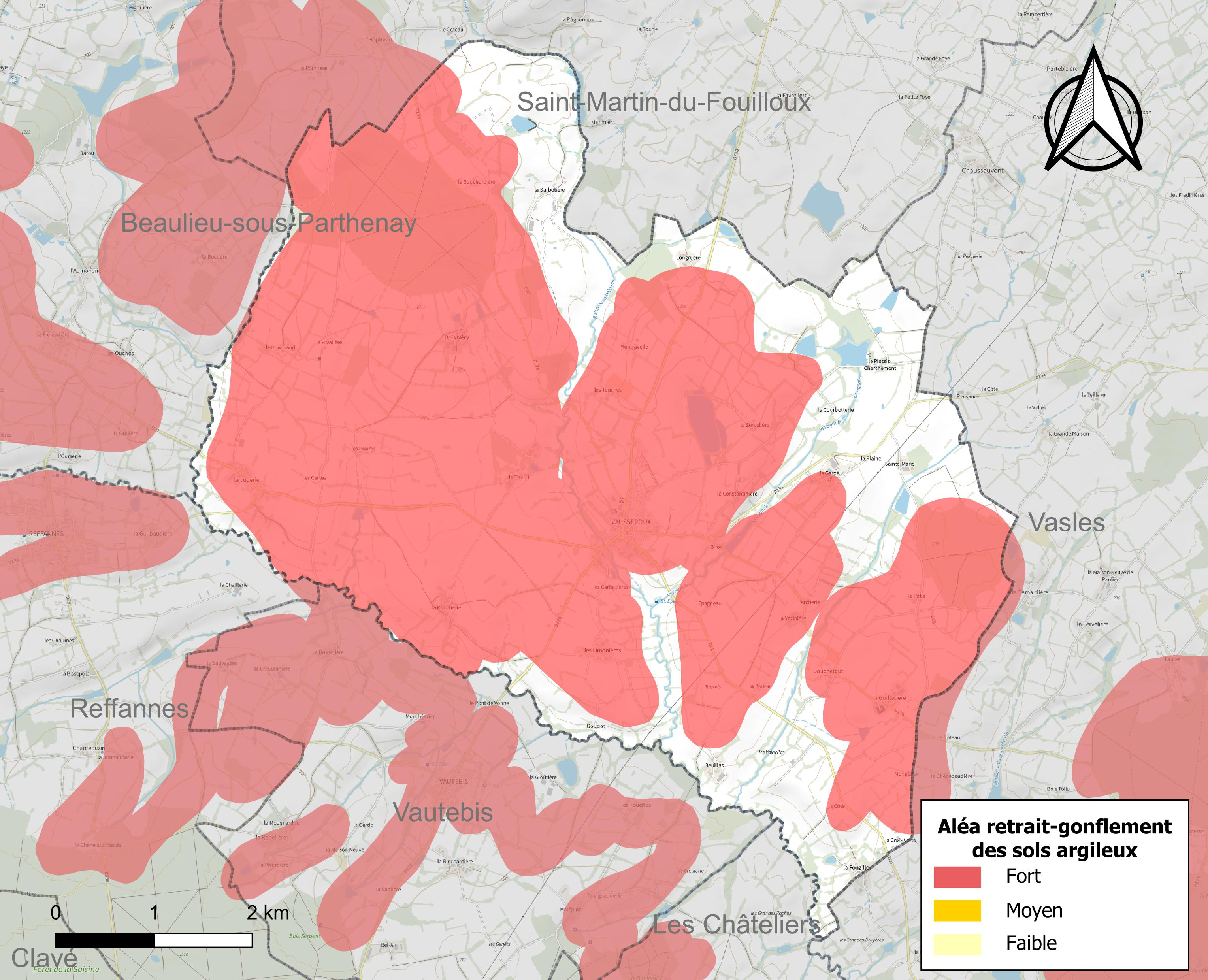
Carte des zones d'aléa retrait-gonflement des sols argileux de Vausseroux.

Les mouvements de terrains susceptibles de se produire sur la commune sont des tassements différentiels. Le retrait-gonflement des sols argileux est susceptible d'engendrer des dommages importants aux bâtiments en cas d’alternance de périodes de sécheresse et de pluie. 72,6 % de la superficie communale est en aléa moyen ou fort (54,9 % au niveau départemental et 48,5 % au niveau national). Depuis le 1er octobre 2020, en application de la loi ELAN, différentes contraintes s'imposent aux vendeurs, maîtres d'ouvrages ou constructeurs de biens situés dans une zone classée en aléa moyen ou fort,.
La commune a été reconnue en état de catastrophe naturelle au titre des dommages causés par des mouvements de terrain en 1999 et 2010.

#### Risque particulier
Dans plusieurs parties du territoire national, le radon, accumulé dans certains logements ou autres locaux, peut constituer une source significative d’exposition de la population aux rayonnements ionisants. Selon la classification de 2018, la commune de Vausseroux est classée en zone 3, à savoir zone à potentiel radon significatif.

## Histoire
Pose de la première pierre de  l’église et inauguration du pont :
Le même jour, le dimanche 7 novembre 1847, une double cérémonie religieuse et civile se déroule à Vausseroux.
1– la bénédiction par l’évêque de Poitiers de la première pierre de la nouvelle église.
2– l’inauguration du pont  sur la Petite Vonne par le Préfet des Deux-Sèvres.

## Politique et administration
| Période                                  | Période  | Identité                       | Étiquette | Qualité  |
| ---------------------------------------- | -------- | ------------------------------ | --------- | -------- |
| Les données manquantes sont à compléter. |          |                                |           |          |
| 1876                                     | 1877     | François Garran de Balzan      |           | Sénateur |
|                                          | 1907     | Antonnin Roulleau              |           |          |
|                                          | 1927     | Hubert Bordier (décès en 1927) |           |          |
| 1927                                     |          | Maurice Fleury                 |           |          |
| mars 1989                                | En cours | Philippe Albert                |           |          |

## Démographie
À partir du XXIe siècle, les recensements réels des communes de moins de 10 000 habitants ont lieu tous les cinq ans. Pour Vausseroux, cela correspond à 2007, 2012, 2017, etc. Les autres dates de « recensements » (2006, 2009, etc.) sont des estimations légales.
| 1793 | 1800 | 1806 | 1821 | 1831 | 1836 | 1841 | 1846 | 1851 |
| ---- | ---- | ---- | ---- | ---- | ---- | ---- | ---- | ---- |
| 523  | 528  | 546  | 615  | 623  | 669  | 630  | 660  | 639  |

| 1856 | 1861 | 1866 | 1872 | 1876 | 1881 | 1886 | 1891 | 1896 |
| ---- | ---- | ---- | ---- | ---- | ---- | ---- | ---- | ---- |
| 646  | 620  | 618  | 645  | 650  | 658  | 639  | 641  | 602  |

| 1901 | 1906 | 1911 | 1921 | 1926 | 1931 | 1936 | 1946 | 1954 |
| ---- | ---- | ---- | ---- | ---- | ---- | ---- | ---- | ---- |
| 600  | 584  | 587  | 580  | 580  | 587  | 550  | 533  | 518  |

| 1962 | 1968 | 1975 | 1982 | 1990 | 1999 | 2006 | 2007 | 2012 |
| ---- | ---- | ---- | ---- | ---- | ---- | ---- | ---- | ---- |
| 482  | 464  | 395  | 358  | 326  | 299  | 335  | 340  | 337  |

| 2017 | 2022 | - | - | - | - | - | - | - |
| ---- | ---- | - | - | - | - | - | - | - |
| 326  | 330  | - | - | - | - | - | - | - |

## Économie
Les données économiques de la ville de Vausseroux.

Le taux de chômage en 2007 était de 7,4 % et en 1999 il était de 10,4 %.

Les retraités et les préretraités représentaient 29,4 % de la population en 2007 et 27,4 % en 1999.

Le taux d'activité était de 71,1 % en 2007 et de 61,3 en 1999

## Culture locale et patrimoine

### Lieux et monuments

#### ÉgliseSainteRadegonde
L'église, construite au XIXe siècle, date de 1847. Elle remplace un édifice antérieur d'origine médiévale dont la localisation est incertaine.
En 1914, elle a été amputée de son clocher pour des raisons de sécurité. L'église Sainte-Radegonde est un édifice curieux, dont la silhouette et les volumes surprennent.
De style néo-gothique, l'église adopte un plan simple à nef unique, de quatre travées, couverte d'un berceau brisé charpenté. Le chœur d'une seule travée, est à chevet plat. La façade ouest est tronquée en hauteur. Les murs sont enduits et la couverture est en ardoise.
L'église expose également deux tableaux du peintre parthenaisien E. Pidoux, dont le fils était le curé de Vausseroux.

Eglise Sainte Radegonde
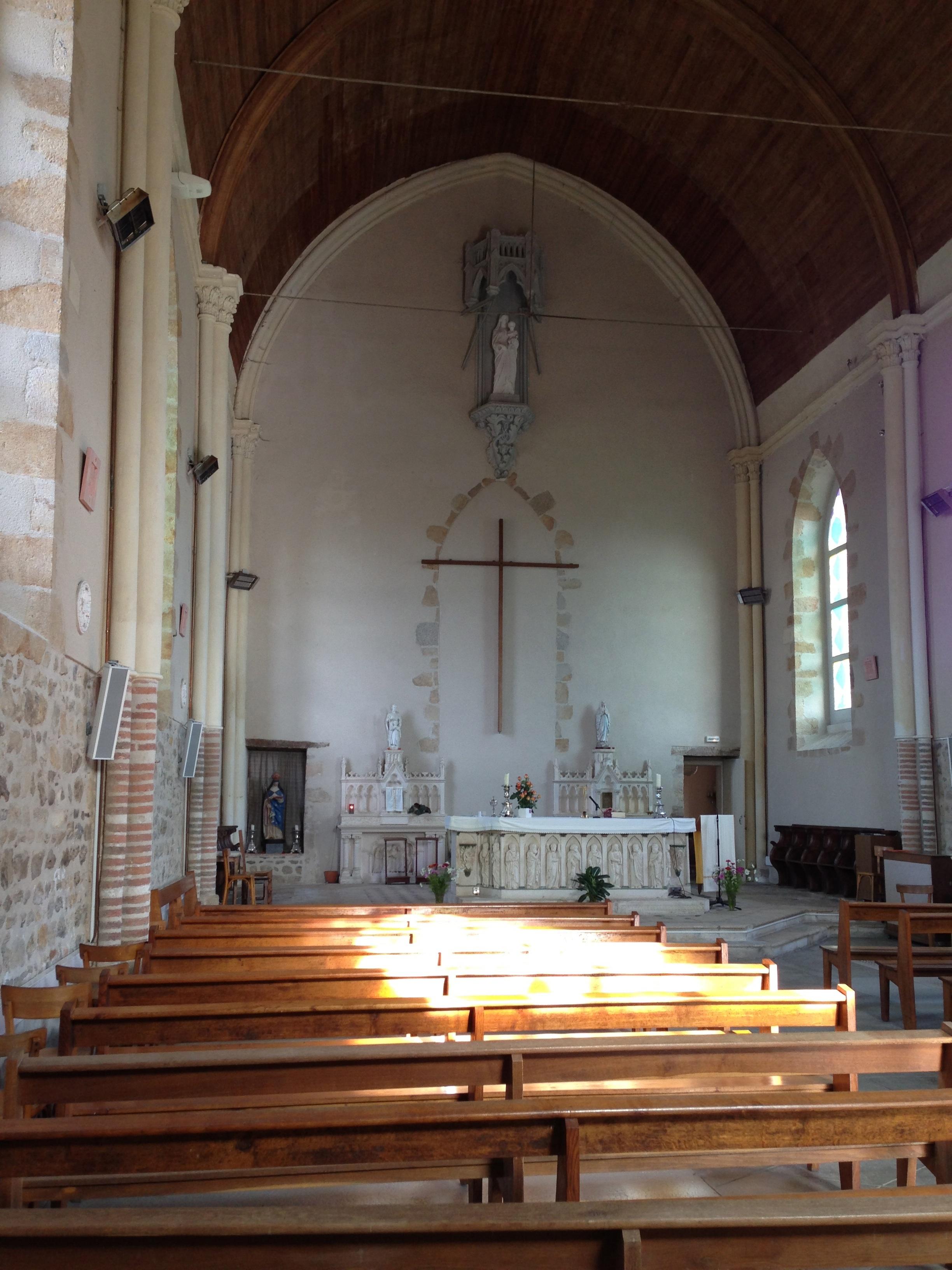
Chœur de l'église Sainte-Radegonde.

#### Château de la Guillotière
La seigneurie de la Guillotière est très ancienne, pouvant dater du début du XIIIe siècle. De forme quadrilatère, comportant à chaque angle une tour dont trois ont été arasées, celles-ci sont percées de meurtrières. Dans l'une d'elles, on peut voir encore quelques boulins, le château est entouré de douves alimentées par des sources, on y accède par un pont de pierre qui fut jadis un pont-levis.
Le grand logis a subi, au début du XVIIe, des transformations : l'agencement a été modifié, deux cheminées en calcaire ont été ajoutées, l'une dans le grand salon, l'autre dans une des chambres. Les autres cheminées sont en granit.
L'entrée a été modifiée par l'ajout d'un grand escalier en granit. De larges fenêtres à meneau ont été ouvertes au sud et à l'est, fenêtres qui devaient être bardées de grilles dont il ne reste que les accroches murales.
Les murs du grand logis ont été arasés par la suite d'une hauteur de deux mètres environ.
À proximité immédiate se trouve une grange dîmière datant probablement du XVe ou XVIe siècle dont l'encadrement en ogive de la porte principale est bien particulier.

Château de la Guillotière
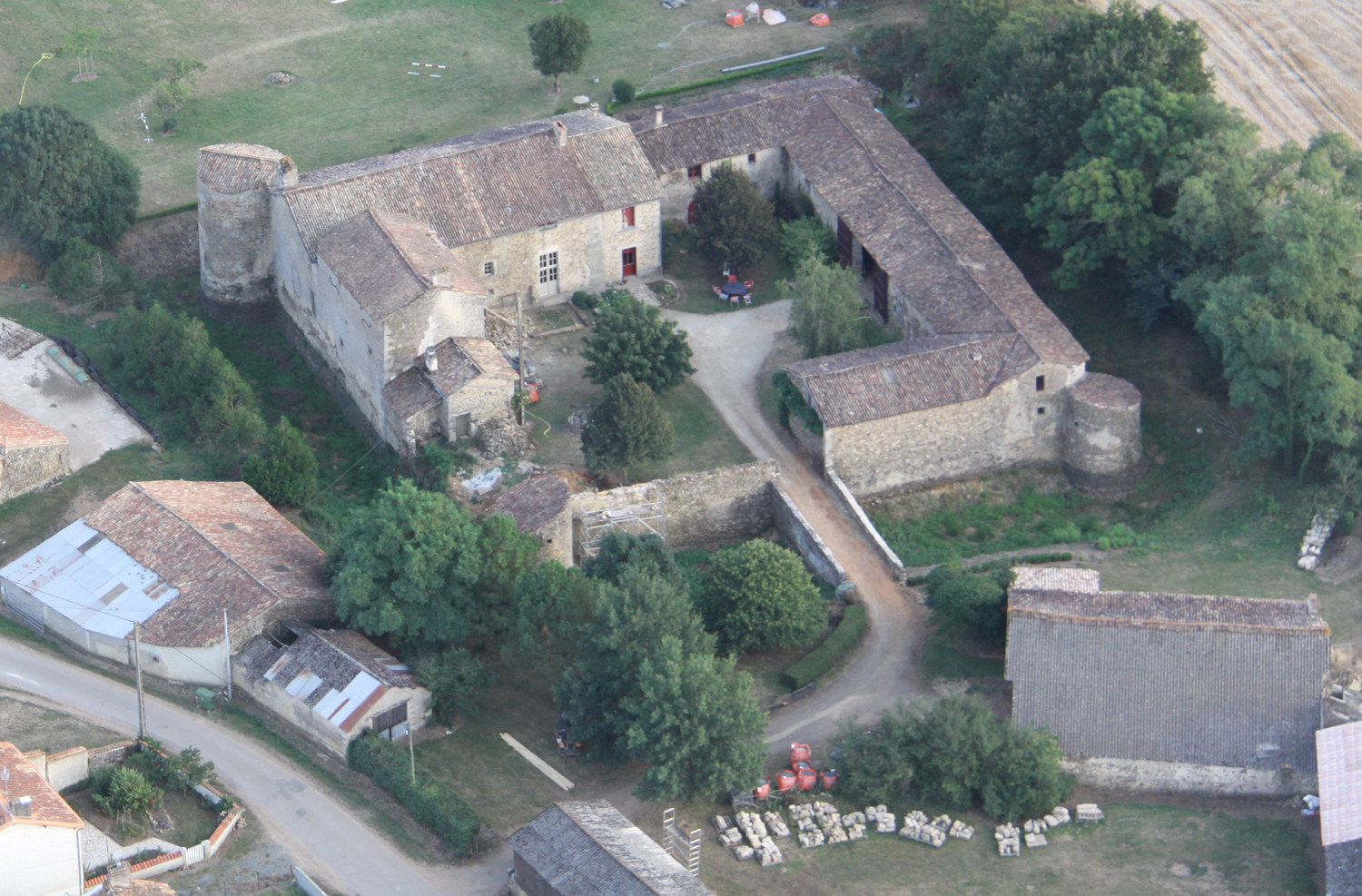
Vue du ciel.
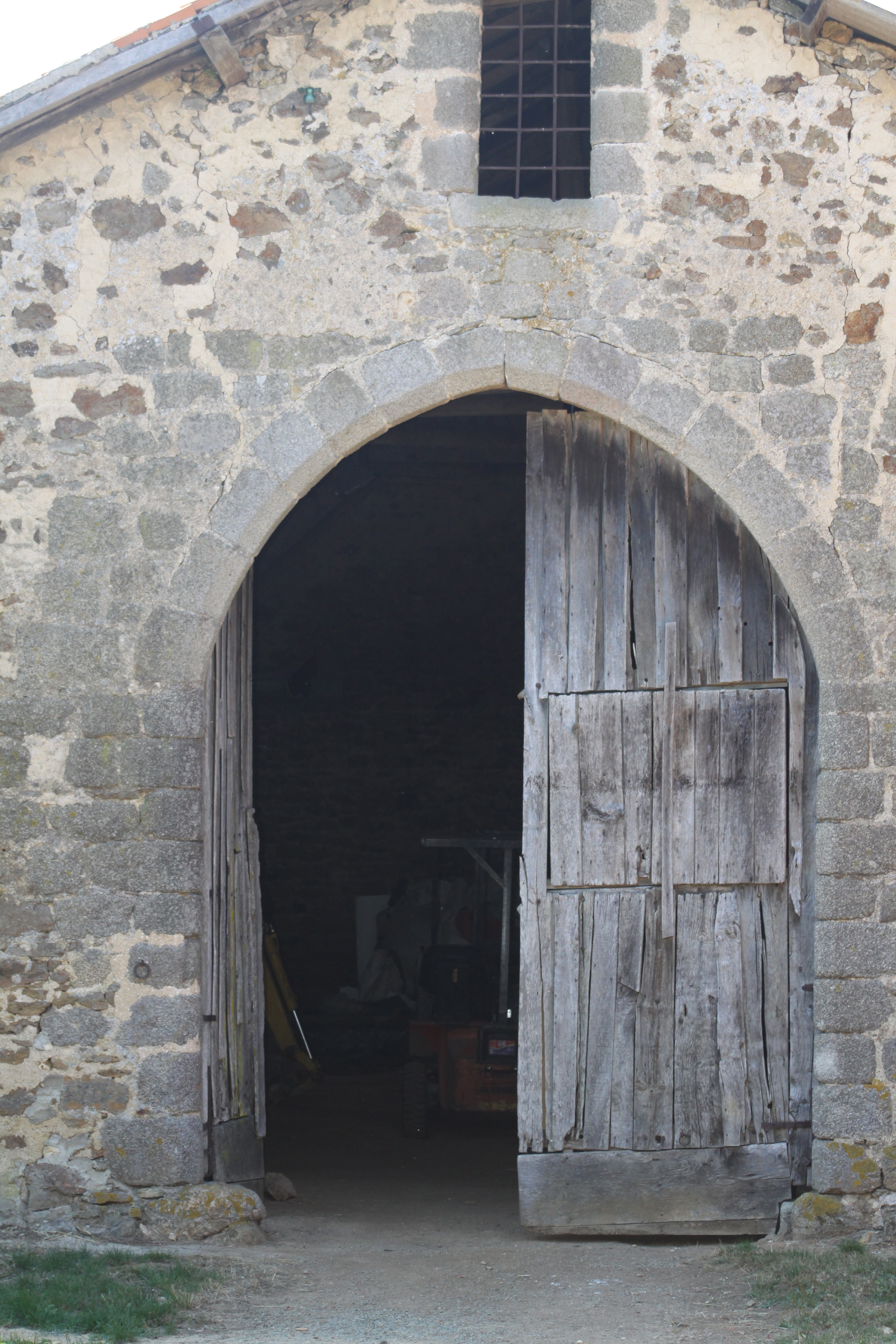
Porche d'entrée de la grange Dîmière
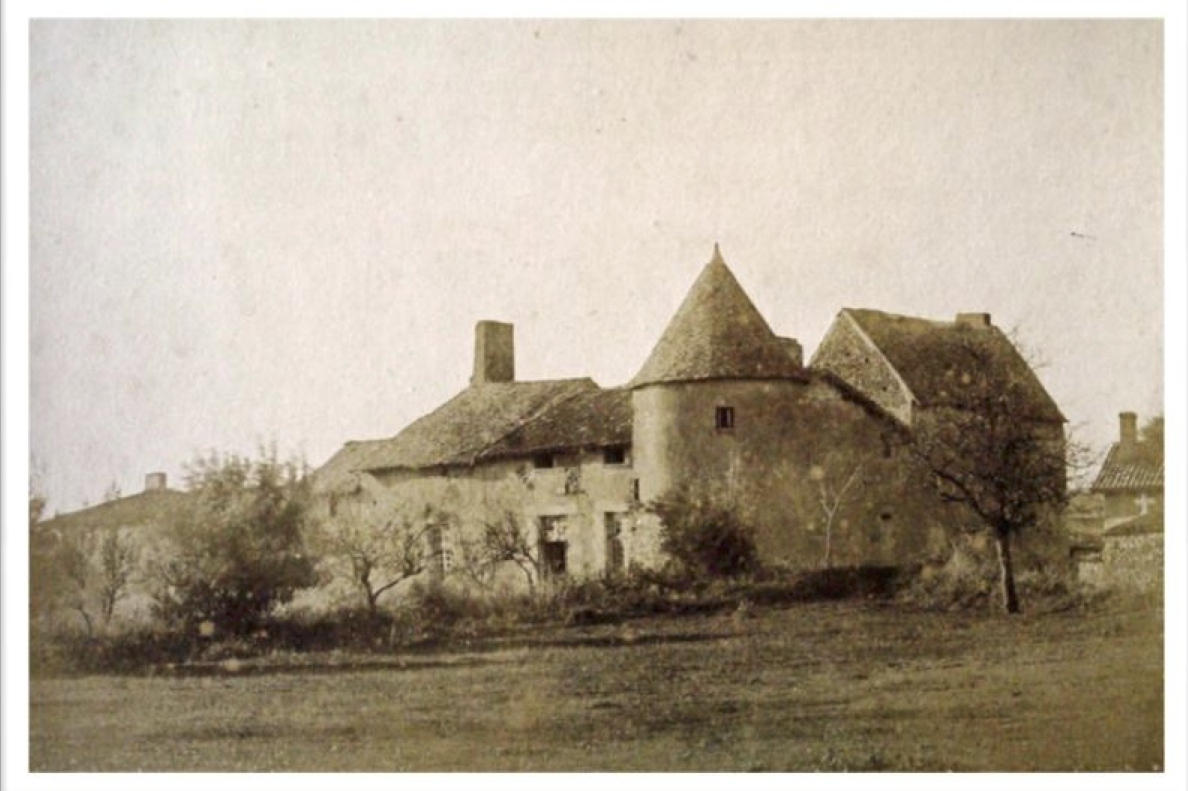
Photo de l'extérieur du château de la Guillotière, prise au sud-est de celui-ci en 1890.

#### Château du Plessis Cherchemont
Le château du Plessis-Cherchemont avait été établi à quelque 2 km au nord-est de Vausseroux, auprès d’un vaste étang de cinq hectares, dans une plaine assez peu vallonnée. Son appellation ne provient pas de cette situation topographique mais de son fondateur, Jean Cherchemont, homme de robe proche des rois Philippe le Long et Charles le Bel et propriétaire des lieux attesté en 1360.
Quatre siècles de mutations de propriété mouvementées le mirent en possession de la famille de Jacques de Liniers (1753-1810), qui, né à Niort, finit ses jours comme vice-roi de Buenos-Aires.
Initialement rectangulaire et flanqué d’une tour à chacun de ses angles, le château fut très remanié aux XVIIe et XVIIIe siècles, et prit la forme d’une équerre qui englobait les deux tours occidentales du château primitif. Il était élevé sur un terre-plein donnant à l’ouest sur l’étang. Aux angles du terre-plein s’élevaient des tours rondes ; celle du nord-ouest avait été aménagée en chapelle. Les bases de ces deux dernières tours, enfouies dans la végétation, sont les seules traces du château aujourd'hui.
Un pont-levis sur les douves qui prolongeaient l’étang tout autour du terre-plein permettait la communication avec une cour ; cette dernière était entourée des dépendances destinées à l’engrangement des produits des quatre cent cinquante hectares du domaine, encore indivis au premier tiers du XIXe siècle.
On accédait au château par une large allée bordée d’arbres - mise en scène obligée des abords d’une demeure socialement prestigieuse - ou bien, au sud, par la chaussée de l’étang.

### Personnalités liées à la commune
- François Garran de Balzan (1838-1902), sénateur-maire de la commune.